# Новолипецы
Новоли́пецы — посёлок в составе Хворостянского сельского поселения Новосильского района Орловской области России. До 1928 года входил в состав Варваринского сельского совета Новосильского уезда (до 1925 года Тульской губернии).

## География
Располагается на относительно равнинной местности в 2 км от автодороги Новосиль — Хворостянка, в 7 км от сельского административного центра Хворостянки и в 16-ти от районного центра.

## Описание
Посёлок образовался в послереволюционное советское время в 1920-х годах, в котором, в 1937 году, был образован колхоз имени Сталина. В 1926 году в посёлке насчитывалось 26 крестьянских дворов. Словарь Даля трактует слово «ли́пец» как старинное название июля — месяца, когда цветёт липа, что может быть связано со временем переезда переселенцев. В просторечии посёлок называли «Глебовским» — по названию родины основных переселенцев — сельца Глебовки (Оськово) (ныне исчезнувшего).

## Население
| Годы      | 1926 | 2000 | 2010 |
| --------- | ---- | ---- | ---- |
| Население | 144  | 10   | 1    |